# Adolf Hartmeyer
Adolf Hartmeyer (* 4. August 1886 in Tübingen; † 13. Februar 1953 ebenda) war deutscher SPD-Politiker und von 1946 bis 1948 Oberbürgermeister von Tübingen.

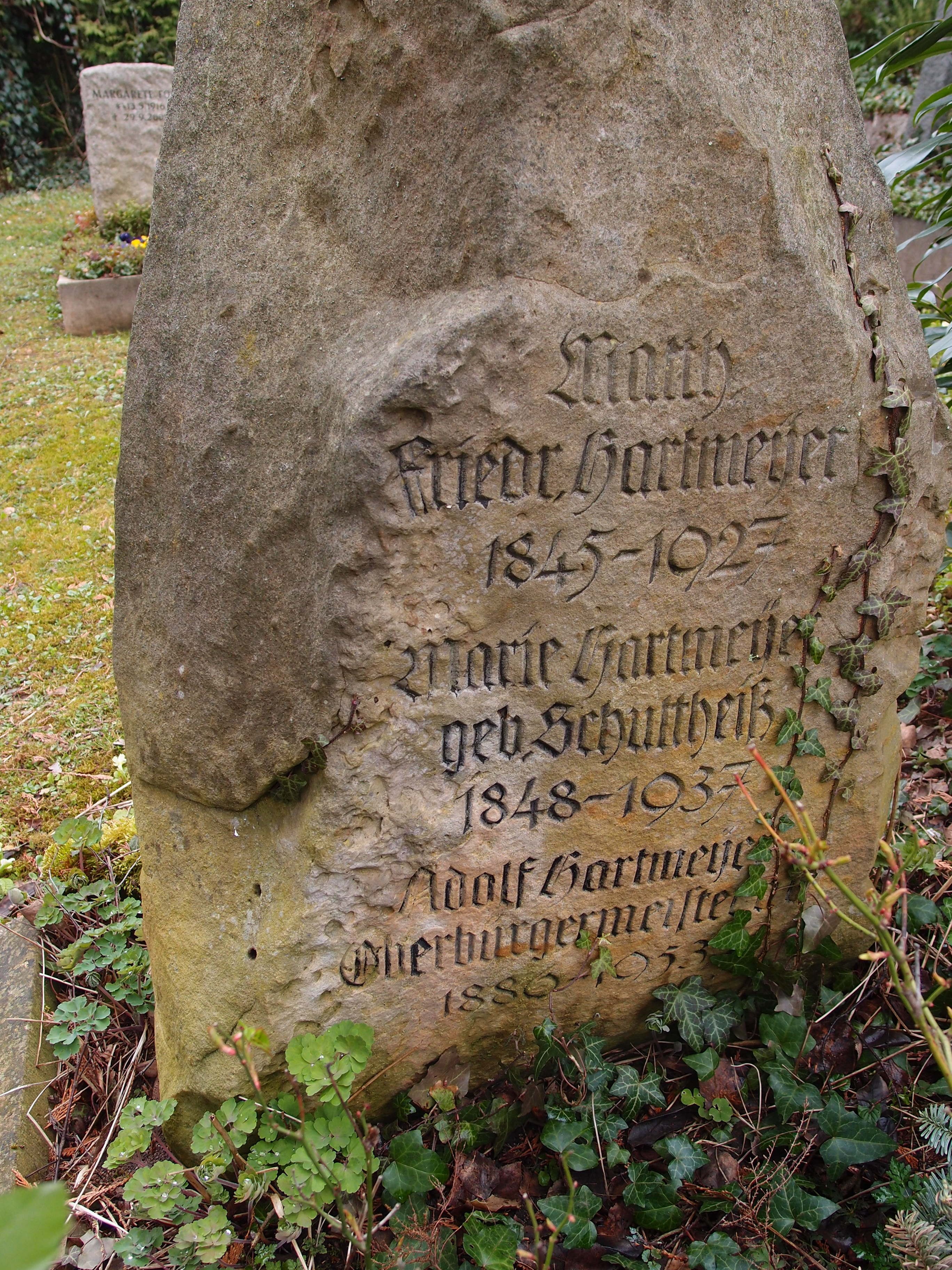
Grab von Adolf Hartmeyer auf dem Tübinger Stadtfriedhof

Hartmeyer war der Sohn eines Weingärtners und Straßenfegers. Die Familie stammte ursprünglich aus der Schweiz.
Hartmeyer war außerdem Gemeinderatsmitglied, Mitglied des Landtags für Württemberg-Hohenzollern, Mitglied der Beratenden Landesversammlung des Landes Württemberg-Hohenzollern, Kreistags- und Kreisratsmitglied, Mitglied des Verwaltungsrats des Kreisverbandes Tübingen, Mitglied des Vorstands und Verwaltungsrats des Württembergischen Sparkassen- und Giroverbandes sowie Mitglied des Verwaltungsrats der Kreissparkasse Tübingen.
Hartmeyer schickte seinen Sohn Kristian (Hans Jakob Christian Hartmeyer) auf die Tübinger Freie Waldorfschule und setzte sich im Stadtrat entscheidend für diese ein: Er verschaffte der sich vergrößernden Schule ein verkehrsmäßig günstiges Grundstück in Erbpacht in der Tübinger Wilhelmstr. 63, auf dem nach halbjähriger Bauzeit 1949 bis 1950 das erste einfache aber freundliche Schulhaus entstehen konnte – anfangs allerdings noch ohne Zentralheizung und ohne Doppelfenster.
Bei den ersten freien Kommunalwahlen nach dem Zweiten Weltkrieg im Jahr 1946 wurde Hartmeyer von 91 % der Tübinger Wähler als Oberbürgermeister im Amt bestätigt – bei einer ungewöhnlich hohen Wahlbeteiligung von 81 %. Im Dezember 1948 scheiterte bei der Wiederwahl zum Oberbürgermeister in Tübingen an Wolfgang Mülberger.